# Derrick Shelby
Derrick Rodell Shelby II (* 4. März 1989 in Houston, Texas) ist ein ehemaliger US-amerikanischer American-Football-Spieler auf der Position des Defensive Ends, der für die Miami Dolphins und die Atlanta Falcons in der National Football League (NFL) spielte.

## Frühe Jahre
Shelby ging in Missouri City, Texas, auf die High School. Später besuchte er die University of Utah.

## NFL

### Miami Dolphins
Shelby unterschrieb am 4. Mai 2012 einen Vertrag bei den Miami Dolphins, nachdem er im NFL Draft 2012 nicht berücksichtigt wurde. Am 6. Oktober 2014 wurde Shelby suspendiert, nachdem er in einem Nachtclub in Fort Lauderdale, Florida, wegen sexueller Belästigung festgenommen wurde. Am 13. Oktober 2014 wurde er wieder in den Kader aufgenommen. Am 6. Dezember 2015, im Spiel gegen die Baltimore Ravens, erzielte er einen Touchdown nach einer Interception. Das Spiel wurde mit 15:13 gewonnen.

### Atlanta Falcons
Am 9. März 2016 unterschrieb Shelby einen Vierjahresvertrag bei den Atlanta Falcons. Am 18. Oktober 2016 wurde er auf die Injured Reserve List gesetzt. Die Falcons qualifizierten sich für den Super Bowl LI, welchen sie gegen die New England Patriots mit 34:28 verloren. Shelby konnte auf Grund seiner Verletzung nicht an dem Spiel teilnehmen.